# Jean Paul Friedrich Scholz
 Jean Paul Friedrich Scholz  (* 1831 in Schlesien; † 25. April 1907 in Bremen) war ein deutscher Arzt und Klinikdirektor.

## Biografie
Scholz wuchs in Schlesien auf. Er war zunächst Seemann und Seeoffizier und fuhr bei der Bremer Reederei Friedrich M. Vietor Söhne. Nach einer Krankheit studierte er in den 1860er Jahren Medizin an der Universität Breslau und promovierte zum Dr. med. 
1868 wurde er Leiter der Krankenanstalt Bremen. Er entwickelte das seit 1851 bestehende Krankenhaus ständig weiter und setzte sich für eine Nervenklinik ein. So entstand als psychiatrische Abteilung das St. Jürgen-Asyl an der Sankt-Jürgen-Straße in Bremen-Mitte, aus dem sich ab 1904 das spätere Klinikum Bremen-Ost entwickelte. Ein Streit führte dazu, dass die betreuende Betheler Diakonisse abwanderte. Scholz soll ein sehr pragmatischer und liberaler Klinikdirektor gewesen sein. 1896 trat er in den Ruhestand. Er praktizierte jedoch bis zu seinem Tod als Privatarzt in Bremen weiter.        